# Аргун (річка)
Аргу́н  (чеч. Чӏаьнтий-Орг, Орга, груз. არღუნი) — річка на Північному Кавказі, права притока Сунжі. Довжина 148 км, площа басейну 3 390 км². Утворюється декількома джерелами із льодовиків Великого Кавказу, нижня течія на рівнині.
Середні витрати біля села Дуба-Юрт 45,6 м³/с. Використовується для зрошення. На річці місто Аргун.
Аргун бере початок з льодовиків на північних схилах Великого Кавказького хребта. У верхній течії, до злиття з річкою Шароаргун, історично називається Чанта-Аргун.
Далі, до виходу на рівнину (так звана «Аргунська брама» (Бічного Кавказького хребта)) річка тече по гірській Чечні в Аргунській ущелині, яка поблизу витоків річки більш-менш безлісна, а нижче покрита майже суцільними лісами. Вбирає в себе численні гірські потоки, найбільший з яких - річка Шароаргун зливається з Аргуном безпосередньо у «брами». Гірська частина басейну Аргуна і його приток складають західну частину гірської Чечні — Ітум-Калінський і Шатойський райони. Ця область є одним з початкових місць поселення чеченців і характеризується численними руїнами стародавніх аулів з традиційними спорудами баштового типу.
Після виходу на рівнину по Аргуну проходить межа Грозненського і Шалінського районів Чечні до впадання в Сунжу. Долина густо заселена. До війни характеризувалася практично безперервної забудовою приватними будинками садибного типу.